# Heinrich Philipp Konrad Henke

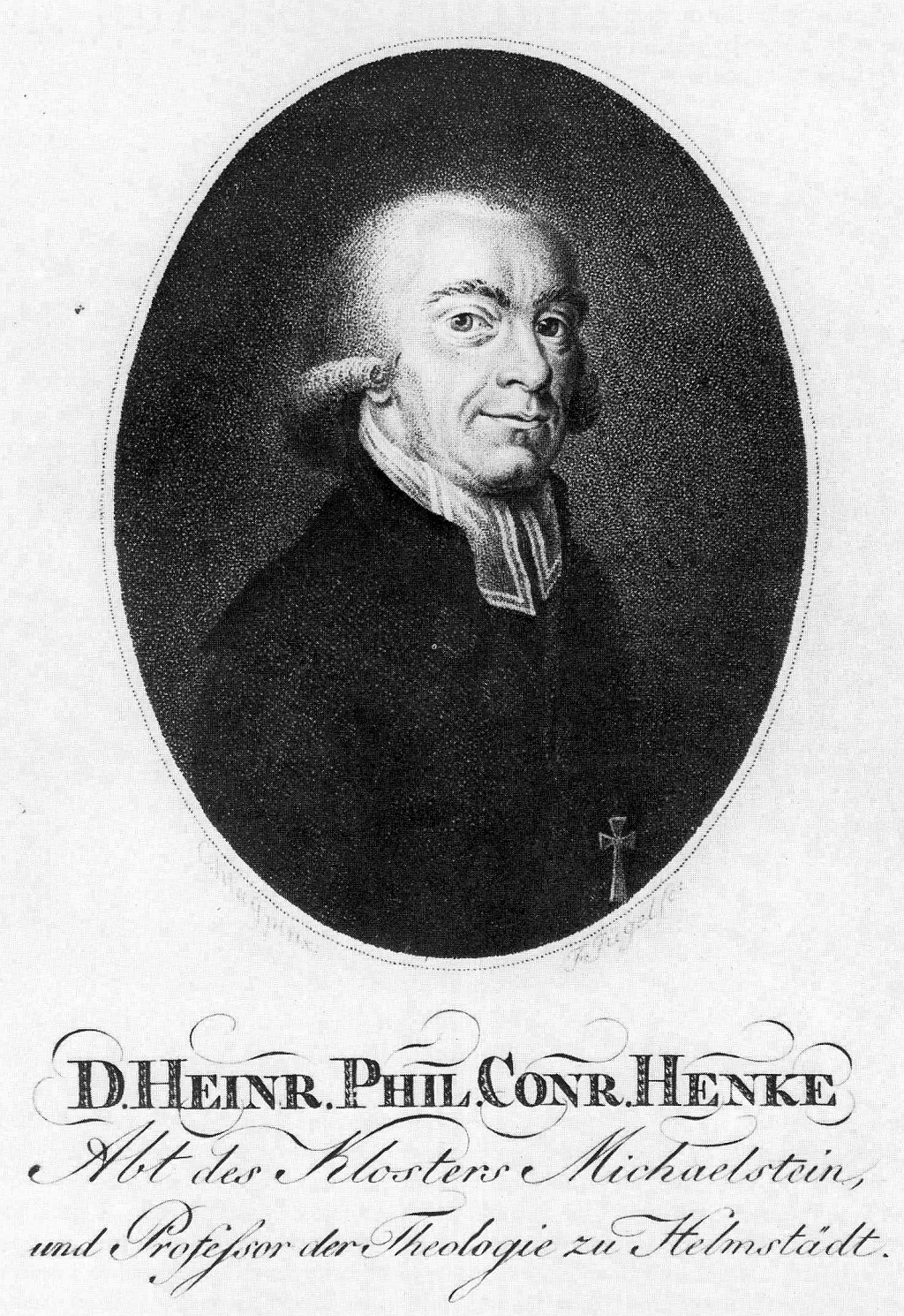
Heinrich Philipp Konrad Henke

Heinrich Philipp Konrad Henke (* 3. Juli 1752 in Hehlen; † 2. Mai 1809 in Helmstedt) war ein deutscher lutherischer Theologe und Gelehrter.

## Leben
Heinrich Henke war der Sohn eines Pfarrers an der Garnisonkirche St. Aegidien in Braunschweig, der bereits 1756 verstarb. Da seine Mutter als mittellose Witwe von der Fürsorge für ihre sechs Kinder überfordert war, wurde Heinrich Henke auf Anraten von Ernst Ludwig Pabst, dem ersten Prediger an der Garnisonkirche, mit sechs Jahren dem Braunschweiger Waisenhaus übergeben. Dort wurde der aufgeweckte Junge nachhaltig gefördert. Auch Pabst kümmerte sich an den Wochenenden intensiv um ihn und sorgte dafür, dass er mit 14 Jahren das Martini-Gymnasium besuchen und mit Hilfe diverser Stipendien ab 1772 an der Universität Helmstedt u. a. bei Johann Benedikt Carpzov IV. Philosophie und Evangelische Theologie studieren konnte. 1776 wurde Henke promoviert.
1777 wurde er Professor der Philosophie, 1780 ordentlicher Professor für Theologie, insbesondere für Kirchen- und Dogmengeschichte. Im Jahre 1786 wurde Henke zum Abt des neu gegründeten Predigerseminars im Kloster Michaelstein bei Blankenburg (Harz) berufen. 1800 folgte das Amt des Generalsuperintendenten in Schöningen bei Helmstedt. 1803 wurde Henke Abt des ehemaligen Benediktinerklosters in Königslutter am Elm, ebenfalls ein reformiertes Predigerseminar. 1804 folgt die Ernennung zum Vizepräsidenten des Konsistoriums und Ephorus („Vorsteher eines Predigerseminars“) des „Collegium Carolinum“ in Braunschweig. Er bekam etliche Predigerstellen und Professuren an anderen Universitäten angeboten; u. a. versuchte Johann Wolfgang von Goethe ihn an den 'Musenhof' nach Weimar zu holen. Doch Henke fühlte sich dem Braunschweiger Hof gegenüber zur Loyalität verpflichtet und blieb deshalb in Helmstedt.
Als 1806 der Rheinbund gegründet und das Herzogtum Braunschweig-Wolfenbüttel in das neu geschaffene Königreich Westphalen integriert wurde, erwies sich die kleine Universität Helmstedt als redundant, denn daneben existierten noch fünf andere westphälische Universitäten. Deshalb wurde unter dem von Napoleon eingesetzten französischen König Jérôme Bonaparte die Schließung der Helmstedter Lehranstalt betrieben. Heinrich Henke machte sich die Rettung 'seiner' Hochschule zur Lebensaufgabe. Als Deputierter des Königreichs Westphalen wurde er im August 1807 Napoleon vorgestellt und hinterließ eine Eingabe, in der er für ihre Erhaltung plädierte. Auch als Abgeordneter des ersten Parlaments auf deutschem Boden, der Reichsstände des Königreichs Westphalen von 1808, setzte er sich für den Standort Helmstedt ein. Er erkannte nicht, dass die vielen kleinen Universitäten tatsächlich historisch überholt waren, und die Einsicht, dass er sich gegen die französischen Herrscher nicht durchsetzen konnte, verdüsterte seine letzten Jahre. Er starb 1809 kurz vor der Aufhebung der Universität im Jahr 1810.
1780 heiratete Henke die Tochter seines Lehrers Johann Benedikt Carpzov. Aus der Ehe ging u. a. der bekannte Kirchenhistoriker Ernst Ludwig Theodor Henke (1804–1872) hervor. Der Kunsthistoriker und Museumsfachmann Wilhelm von Bode (1845–1929) war Heinrich Henkes Urenkel.
Heinrich Philipp Konrad Henke war ein Vertreter der rationalistischen und kritischen Theologie. Er war bemüht, die Kirchengeschichte ohne Ausschmückungen darzustellen und die dogmatischen Lehren zu modernisieren. Er engagierte sich in gleicher Richtung wie Gotthold Ephraim Lessing, der seit 1770 im benachbarten Wolfenbüttel lebte, und des bis 1767 an der Universität Helmstedt lehrenden Wilhelm Abraham Teller. Henkes bedeutendste Schüler waren Wilhelm Gesenius und Julius August Ludwig Wegscheider.
Er gab verschiedene, meist nur kurzlebige Zeitschriften heraus: Eusebia (Helmstedt 1797ff);
Archiv für die neueste Kirchen-Geschichte (Weimar 1794–1799); Religions-Annalen (Braunschweig 1800–1802), die alle Organe der Aufklärungstheologie waren.
Seine bekannteste, im Druck erhaltene Predigt hielt er 1806 auf Anordnung der westphälischen Regierung: „Predigt zum Krönungsfeste Napoleons des Großen“. Darin forderte er die Landeskinder u. a. unter Berufung auf das Schicksal des biblischen Hiob zur Loyalität gegenüber den neuen französischen Herren auf.

## Schriften (Auswahl)
- Allgemeine Geschichte der christlichen Kirche nach der Zeitfolge. Drei Teile. Braunschweig: Verl. der Schulbuchhandlung, 1788–1791.

(Fortsetzung von Johann Severin Vater als: Kirchengeschichte des achtzehnten Jahrhunderts.  Braunschweig: Verl. der Schulbuchhandlung, 1802–1818)
- Beurteilung aller Schriften, welche durch das Koeniglich Preussische Religionsedikt und durch andere damit zusammenhaengende Religionsverfuegungen veranlasst sind, Nachdruck der Ausgabe 1793, Faks., Scriptor Verlag Koenigstein/Ts. 1978, ISBN 3-589-15207-9.
- Predigten größtentheils an Bußtagen und Festtagen, wie auch bey feyerlichen Gelegenheiten gehalten. Zwei Bände. Braunschweig, 1801–1802.